# Guantes de artes marciales mixtas

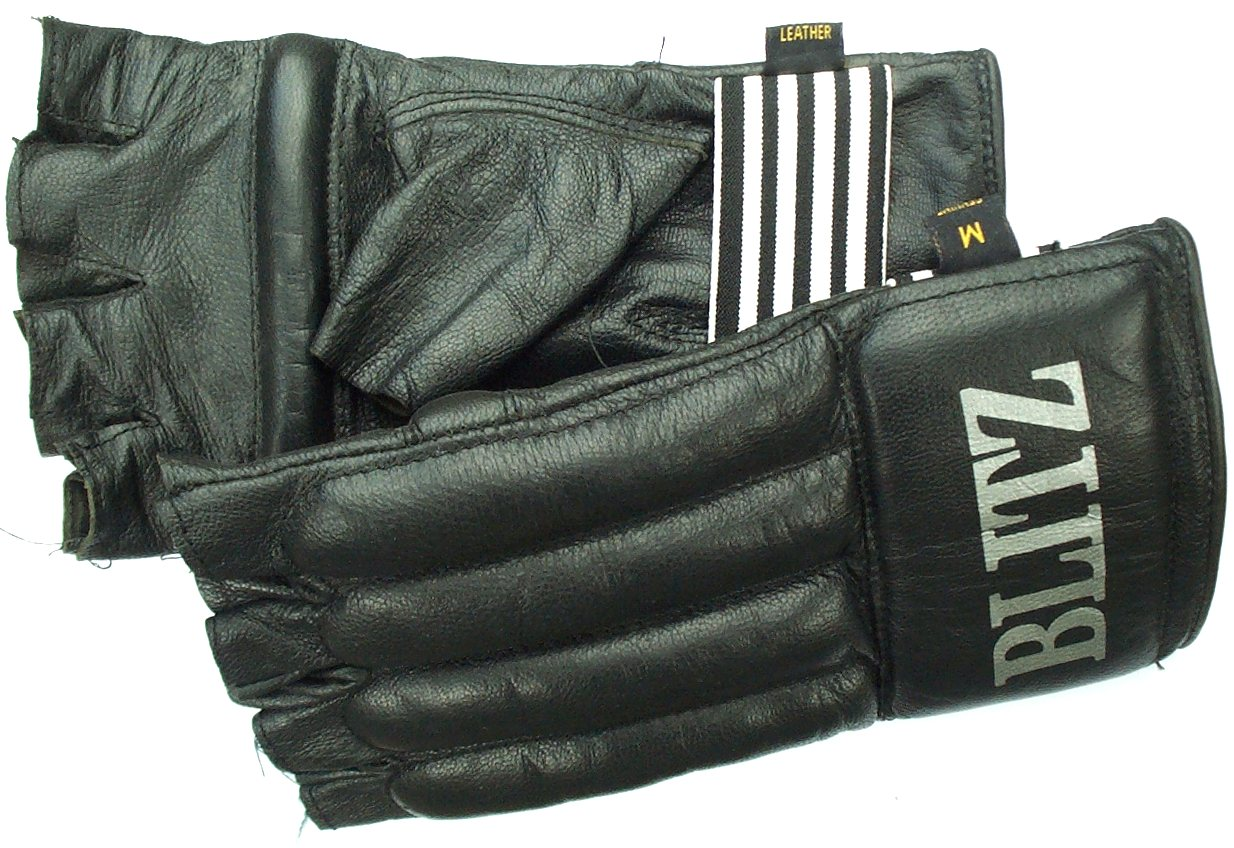
Guantes de las artes marciales mixtas, utilizados también en el vale todo.

Los guantes de artes marciales mixtas son los guantes reglamentarios que los practicantes de este deporte utilizan durante las peleas. Pesan entre 4 y 6 onzas y están diseñados para proteger al individuo que los viste, pero deja los dedos libres para maniobras de grappling como la pelea en el clinch o las sumisiones.
Los guantes de artes marciales mixtas también son utilizados en el vale todo.

## Historia
Los guantes pequeños que dejaban los dedos al aire fueron primero mandatorios en la promoción japonesa Shooto, unas de las primeras grandes promociones de artes marciales mixtas. Más tarde, la Ultimate Fighting Championship (UFC) los adoptó durante su desarrollo y conversión en un deporte regulado. Se introdujeron para proteger a los peleadores de lesiones, picazón , así como para reducir el número de laceraciones faciales que estos experimentaban cuando eran atacados por oponentes que no usaban guantes.

## Tipos y uso
En la gran mayoría de peleas profesionales los competidores deben utilizar guantes de 4 onzas, mientras en combates amateur se pueden vestir guantes de 6 onzas para mayor protección. Actualmente, existen varios modelos, pero todos tienen dejar los dedos al descubierto.
Guantes de competición: en la mayoría de las peleas profesionales, los peleadores usan guantes de 110 g (4 onzas), mientras que los aficionados pueden usar guantes un poco más pesados de 170 g (6 onzas) para una mayor protección.
Guantes de sparring: en términos generales, el peso de los guantes de combate de MMA suele ser de 7 onzas. Cuando se entrena, obviamente hay muchos golpes involucrados, desde trabajar la bolsa hasta el combate real con un compañero. Ambos requieren que sus nudillos estén adecuadamente protegidos y amortiguados de las fuerzas que se ejercen sobre ellos. Los 7 oz se refieren al peso del acolchado dentro de los guantes y no al peso total.
Guantes de grappling: también conocidos como guantes híbridos o de entrenamiento, se utilizan principalmente para trabajo de agarre/ataque. Este tipo de guante tiene menos acolchado que los guantes de combate o de competición. Además, cada dedo se puede mover de forma independiente, lo que permite una mayor capacidad de agarre.

## Impacto de los guantes en seguridad y lesiones

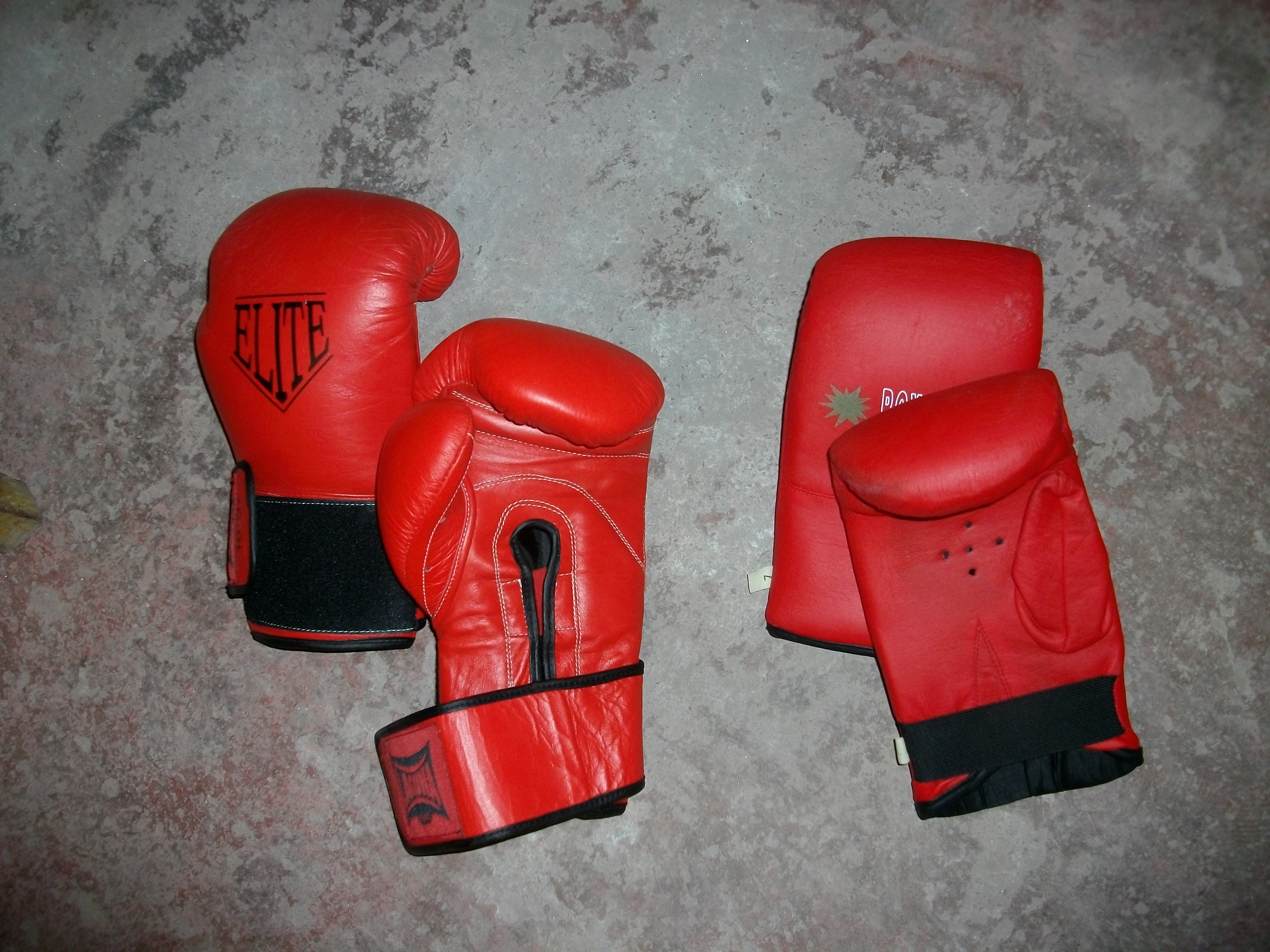
Guantes de boxeo y guantillas de vale todo, utilizadas también en las artes marciales mixtas.

El impacto de los guantes en los daños causados durante una pelea es una cuestión controvertida, sobre todo si es mirado en relación con el boxeo. Estudios han demostrado que el uso de grandes guantes de boxeo causan daños más graves y de más largo plazo en el cerebro y la visión que los golpes con los nudillos descubiertos, aunque la incidencia de lesiones superficiales (cortes, moretones) se reduce.